# Kinski Rosdory
Kinski Rosdory (ukrainisch Кінські Роздори; russisch Конские Раздоры Konskije Rasdory) ist ein Dorf im Zentrum der ukrainischen Oblast Saporischschja mit etwa 3100 Einwohnern (2004).

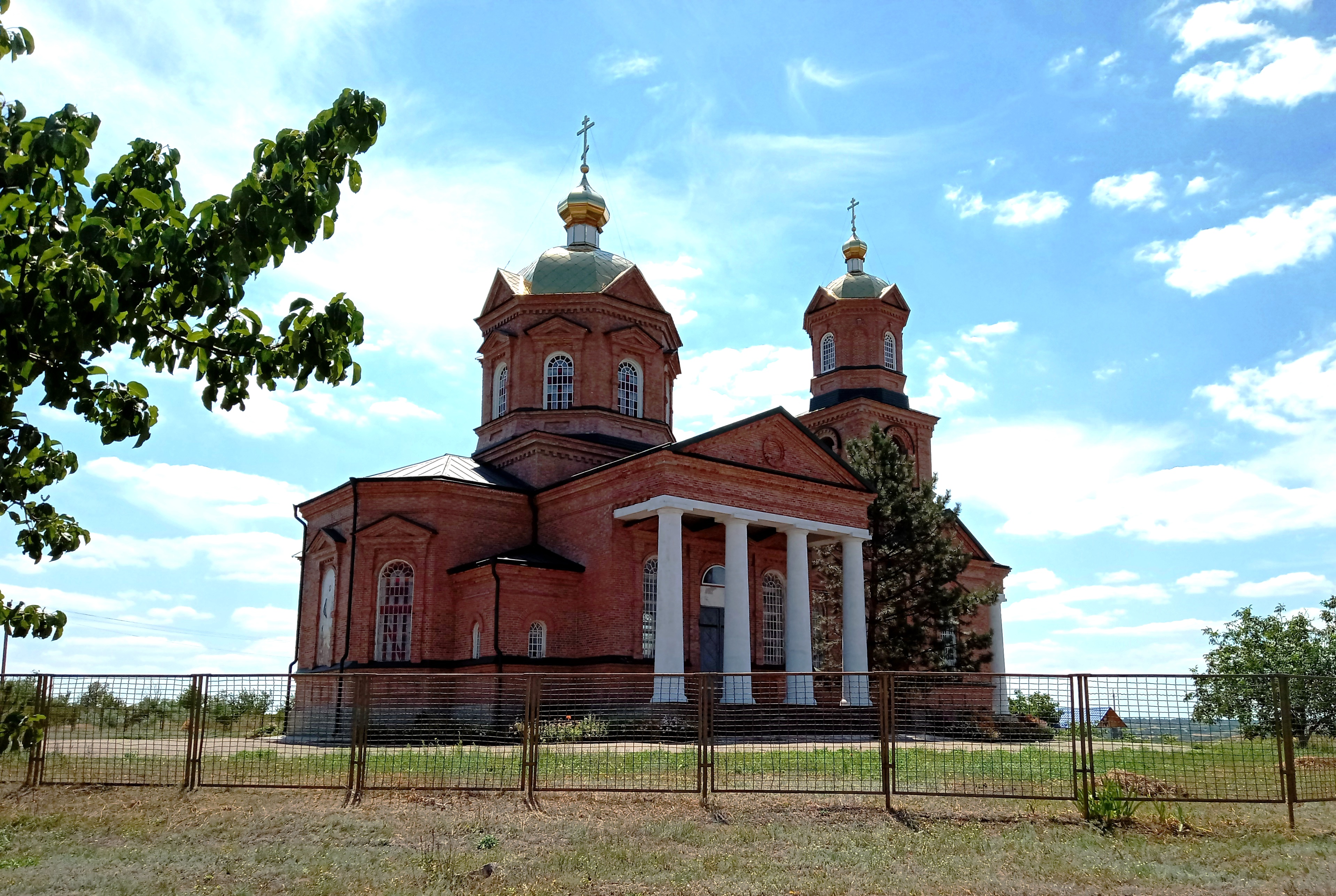
Denkmalgeschützte Verklärungskirche 2020

Kinski Rosdory wurde 1771 gegründet und liegt an der Kinska etwa 120 km südöstlich vom Oblastzentrum Saporischschja und 14 km südöstlich vom Rajonzentrum Polohy. Durch Kinski Rosdory führen die Fernstraße N 06.
Am 12. August 2015 wurde das Dorf ein Teil neugegründeten Landgemeinde Tschapajewka, ab 2016 Landgemeinde Woskressenka, bis dahin bildete es zusammen mit den Dorf Losowe (Лозове) und der Ansiedlung Mahedowe (Магедове) die gleichnamige Landratsgemeinde Kinski Rosdory (Кінсько-Роздорівська сільська рада/Kinsko-Rosdoriwska silska rada) im Osten des Rajons Polohy.